# Bergschlösschen Brauerei Zoppot
Bergschlösschen Brauerei Zoppot (pol. Browar Zameczek Górski Sopot) – browar w Sopocie przy dawnej Pommersche Str. (późniejsza ul. Armii Krajowej 137). Zlikwidowany w 1918 roku, budynki zostały wyburzone w 2009.

## Historia
Browar został uruchomiony przez Augusta Karpińskiego w 1875 pod nazwą Bergschlösschen Brauerei Zoppot w zakupionych kosztem 54 tys. marek zabudowaniach po cegielni. Urządzenia zakupiono w fabryce maszyn „Germania” (wcześniej J. S. Schwalbe & Sohn) w Chemnitz. W 1902 browar przejęła rodzina Michała Wanningera (1848-1908), od 1908 zarządzany przez jego synów – Piotra i Waltera, w których rękach pozostawał do 1918, kiedy został nabyty przez Danziger Aktien-Bierbrauerei i następnie zlikwidowany. W 1908 browar zatrudniał 29 pracowników. W 1911 posiadał cztery filie: w Gdańsku-Wrzeszczu przy ówczesnej Bärenweg (późniejszej ul. Mickiewicza) 3, w Kartuzach przy ul. Jeziornej 6, w Pruszczu Gdańskim przy ul. Gdańskiej 1 oraz w Pucku.
Jednym z pracowników browaru był Antoni Abraham, który w latach 1902–1903 rozwoził piwo w charakterze woźnicy (Bierfahrer).
W zabudowaniach po browarze mieściły się kolejno: mleczarnia, fabryka mebli, po II wojnie światowej – zakłady rybne i bednarnia, od 1957 zakłady galanterii „Sopotplast” (Sopockie Zakłady Przemysłu Terenowego PP „Sopotplast”) i od 1994 producent puzli „Trefl”. Obiekty rozebrano w 2009 a w ich miejscu wybudowano osiedle mieszkaniowe.

## Produkowane piwa
- Wanninger-Bräu marcowe, jasne i ciemne
- Wanninger-Bräu ciemne bezalkoholowe
- Angielski Porter, dystrybucja piwa prod. przez Barlay, Perkins & Co. Ltd. w Londynie
- Pschorr
- Kulmbacher